# 大茲戈蘭西克湖

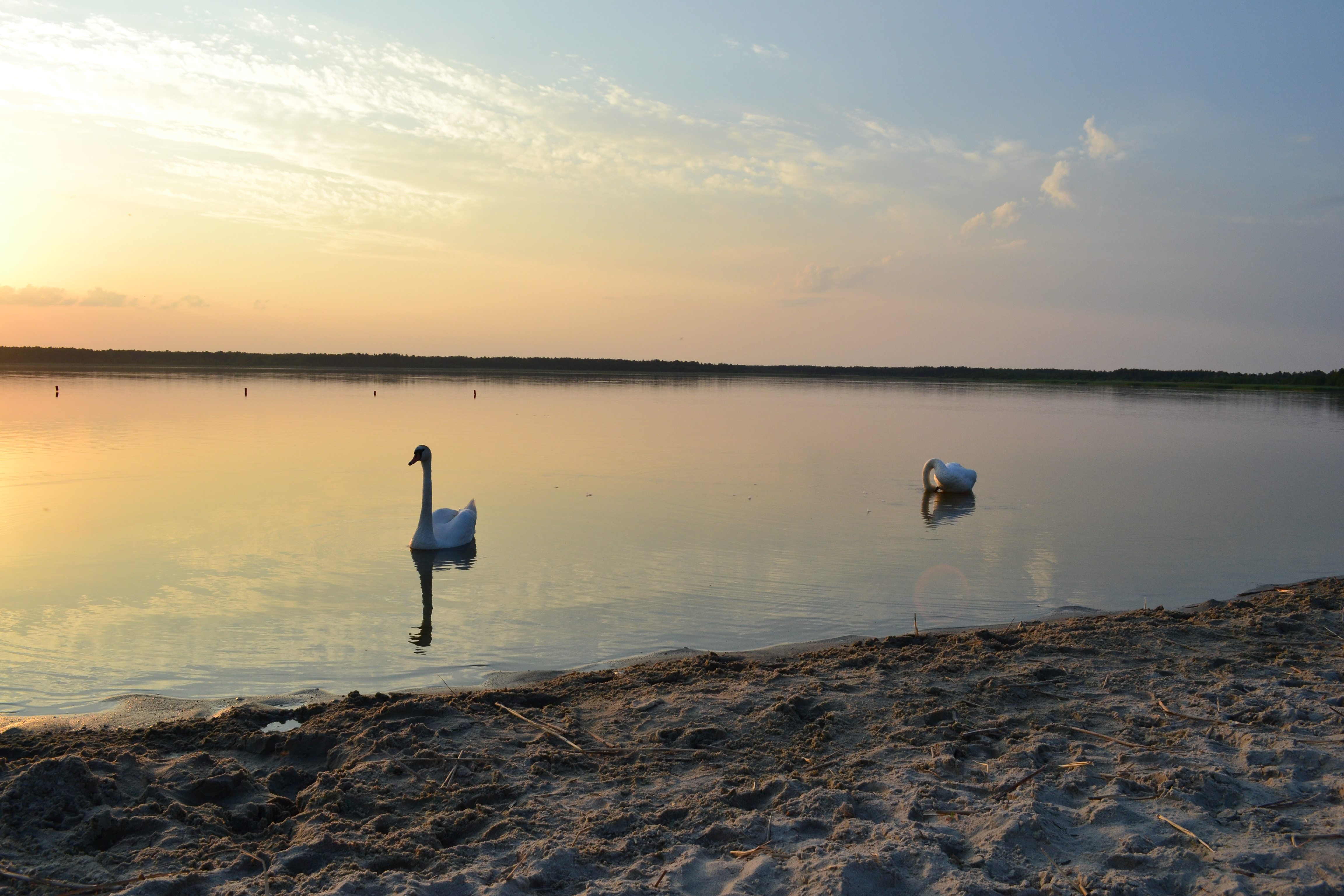

大茲戈蘭西克湖（烏克蘭語：Велике Згоранське），是烏克蘭的湖泊，位於該國西北部沃倫州，由科韋利區負責管轄，長1.5公里，寬1公里，面積1.51平方公里，平均水深10米，最大水深20米。

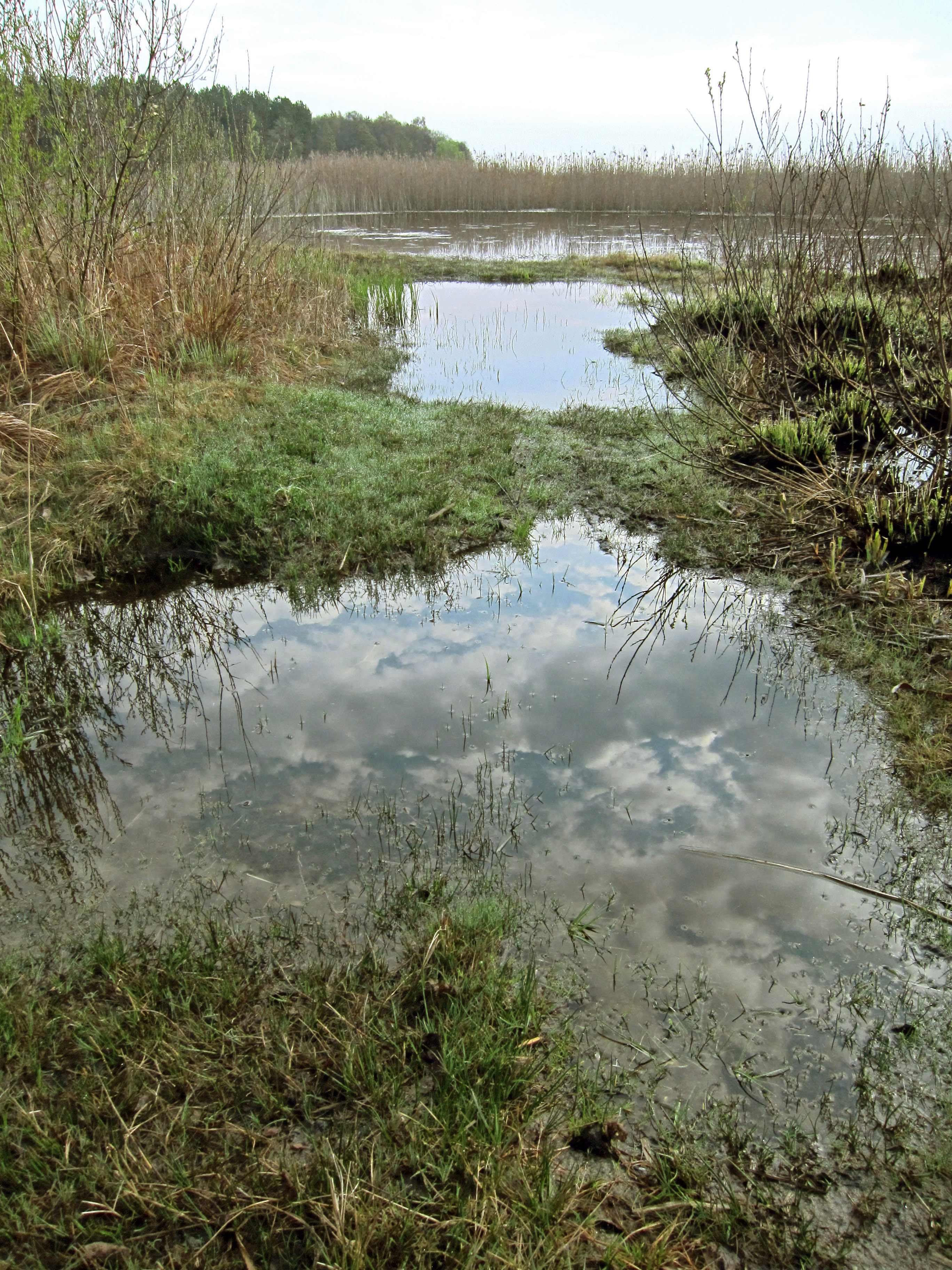

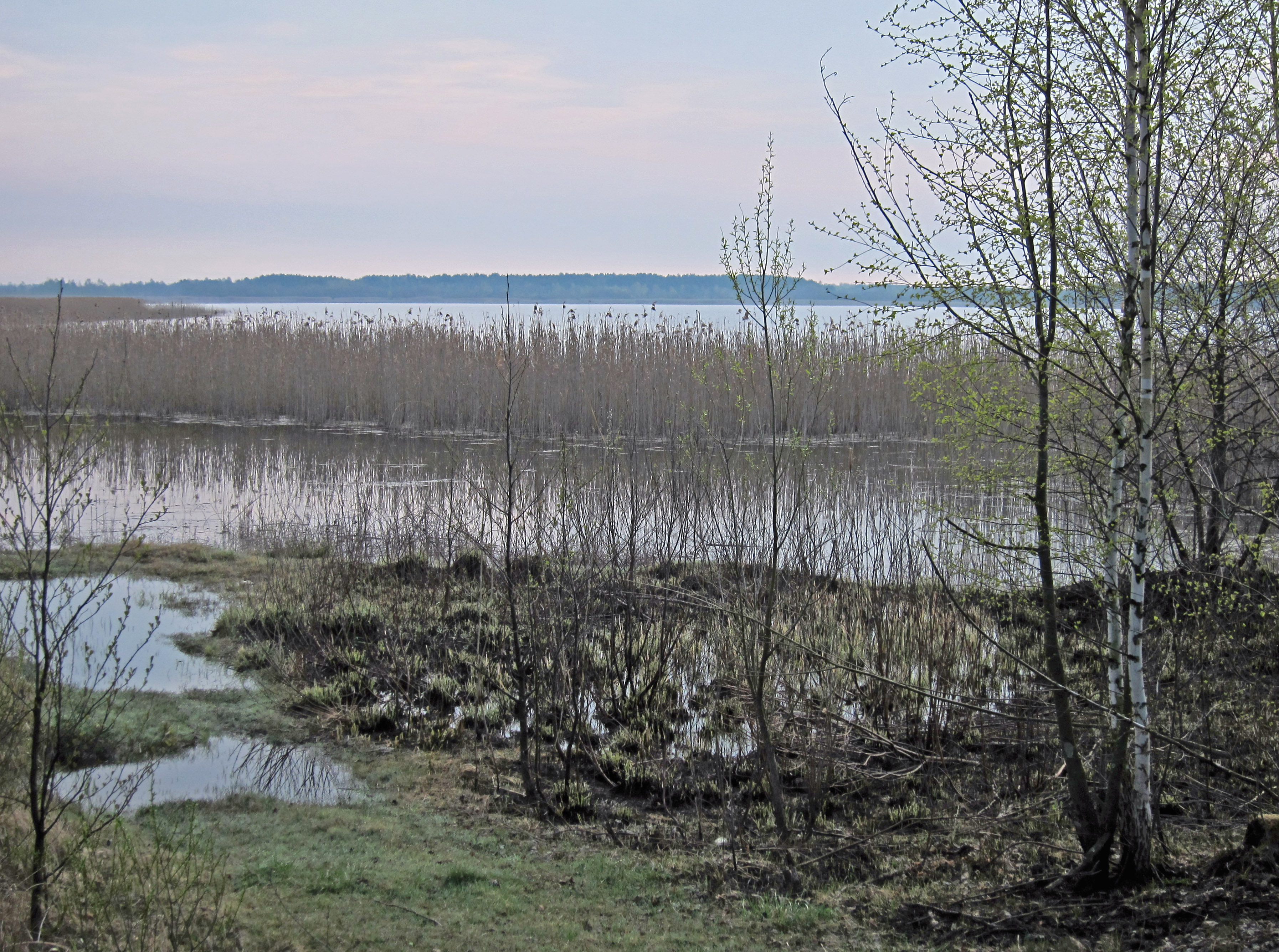

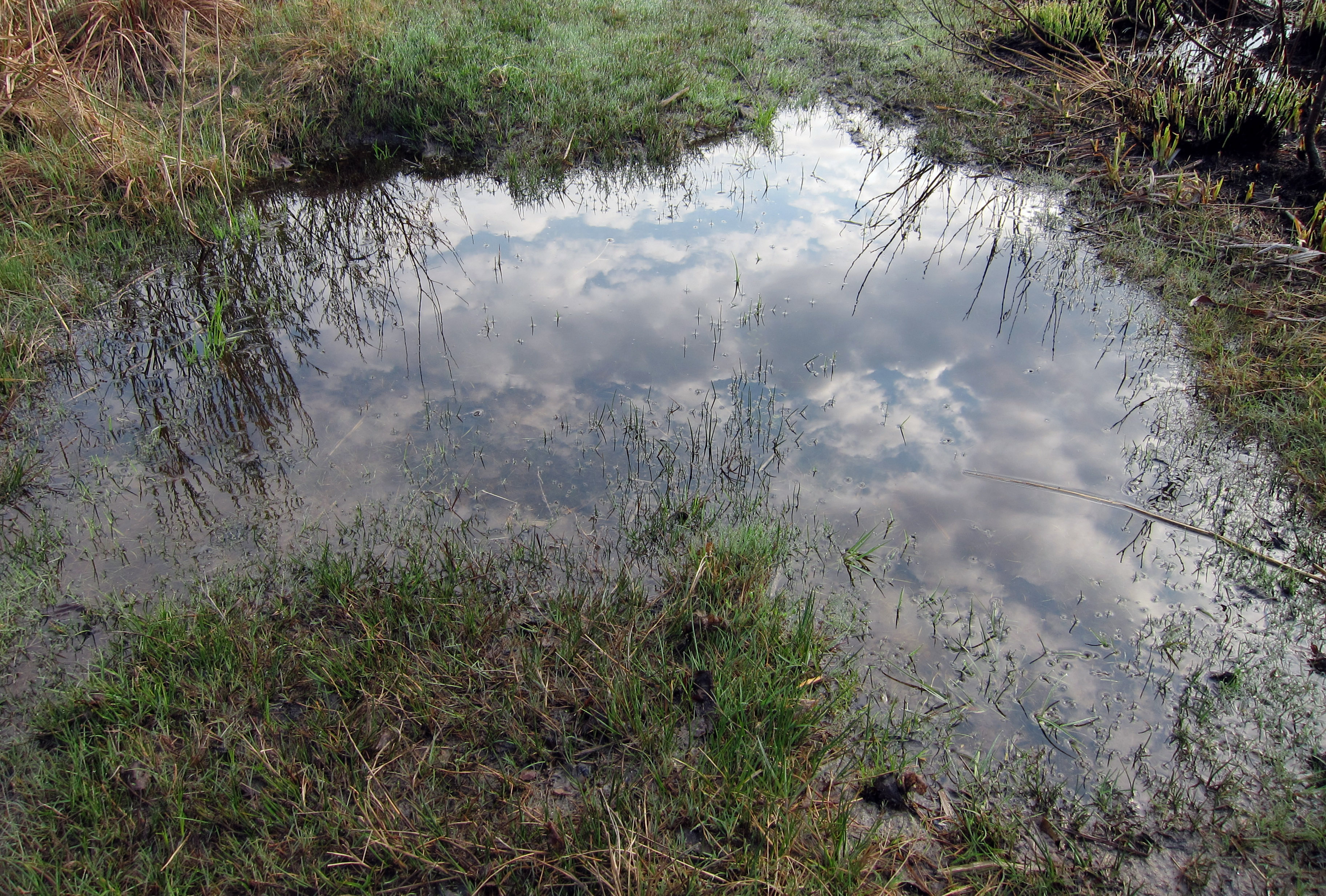

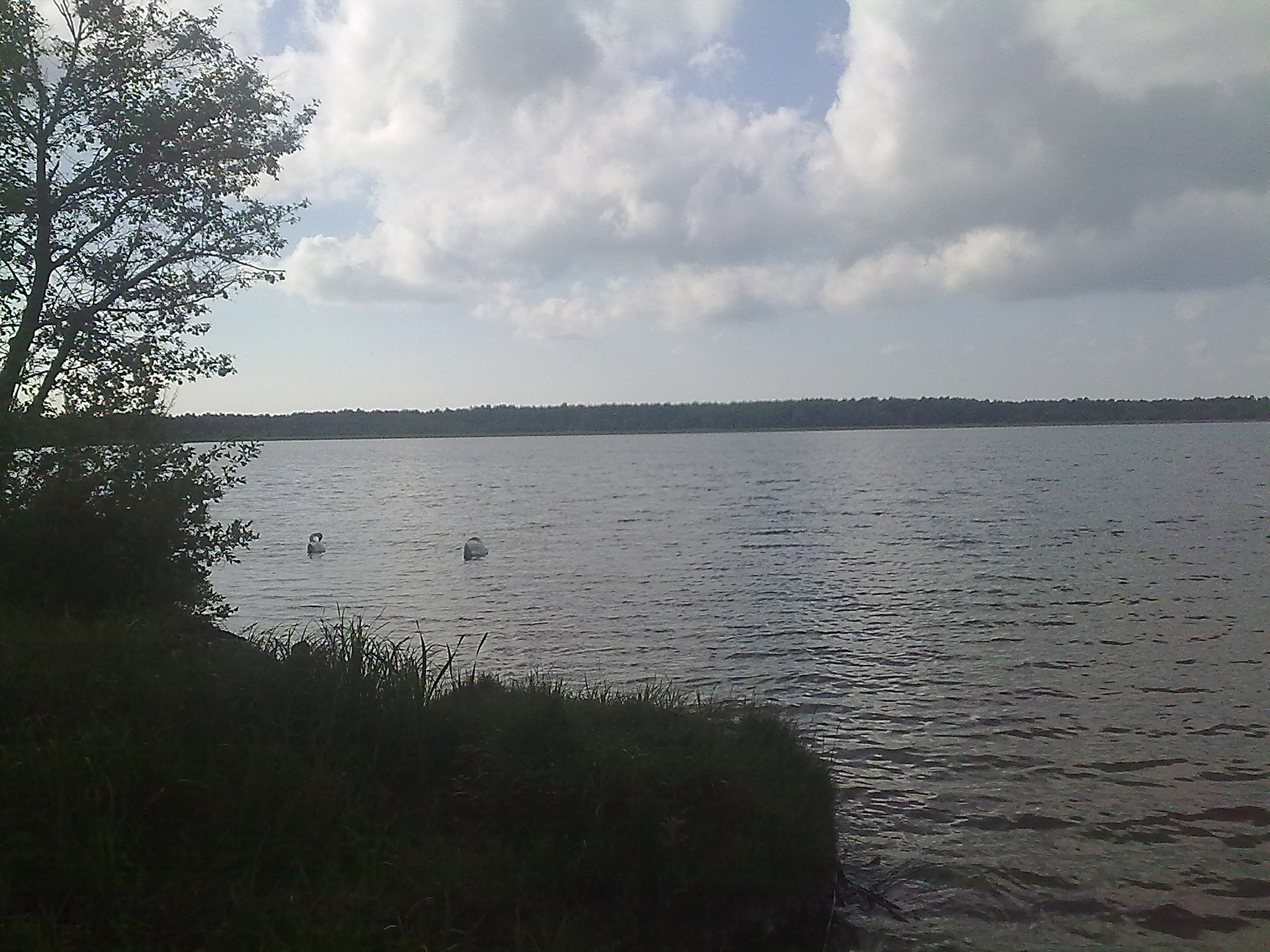